# Владимир Вернадски
Владимир Иванович Вернадски (на украински: Вернадський Володимир Іванович) е руски и съветски академик, работил в областта на науките минералогия и кристалография, биология, философия, систематика на науката и развива активна обществената дейност. Значим е приносът му в науките геохимия, биогеохимия, минералогия, метеоритика и радиогеология.  Един от водещите учени на 20 век, естествоизпитател с енциклопедичен обхват, мислител и обществен деец, създал и развил много научни направления. Той е известен още като историк на науката и е един от представителите на руския космизъм. Вернадски изучава минералите, както и влиянието на химичните елементи върху живите организми и биосферата (биогеохимия). Уточнява и разработва понятието биосфера във връзка с биогеохимията (като основа на съвременната екология).
Според идеите на Вернадски нашата планета е съставена от различни слоеве, които си взаимодействат:
- Литосфера – ядро от скали и вода
- Атмосфера – въздушна обвивка на земята
- Биосфера – съставена от живите организми
- Ноосфера – човешка мисъл и дейност.

Дава нова интерпретация на понятието ноосфера, въведено от френските учени Ле Руа и Тейяр дьо Шарден.
Владимир И. Вернадски има повече от 700 научни труда (философските му трудове и записки са издадени през втората половина на 20 век). Преиздадени са негови научни трудове в 5 тома (1954-1960) и събрани съчинения и писма в 24 тома (2013). Той е един от основателите и първи президент на Украинската академия на науките.